# Marshall Loeb
Pour les articles homonymes, voir Loeb.
Marshall Loeb, né en 1929 à Chicago et mort le 10 décembre 2017 à New York, est un journaliste économique américain.

## Biographie
Marshall Loeb grandit à West Side, à Chicago, puis devient correspondant à l'étranger dans l'Allemagne d'après-guerre. Il est reporter pour le St. Louis Globe-Democrat puis rejoint le Time en 1956, où il écrit ou édite plus de 130 unes en 24 ans. Il est rédacteur en chef de Money en 1980.
Marshall Loeb est président de l’Overseas Press Cub of America de 2006 à 2008.
Atteint de la maladie de Parkinson, Marshall Loeb meurt le 10 décembre 2017 à New York, chez son fils habitant dans l’arrondissement de Manhattan.